# Guerra del guión

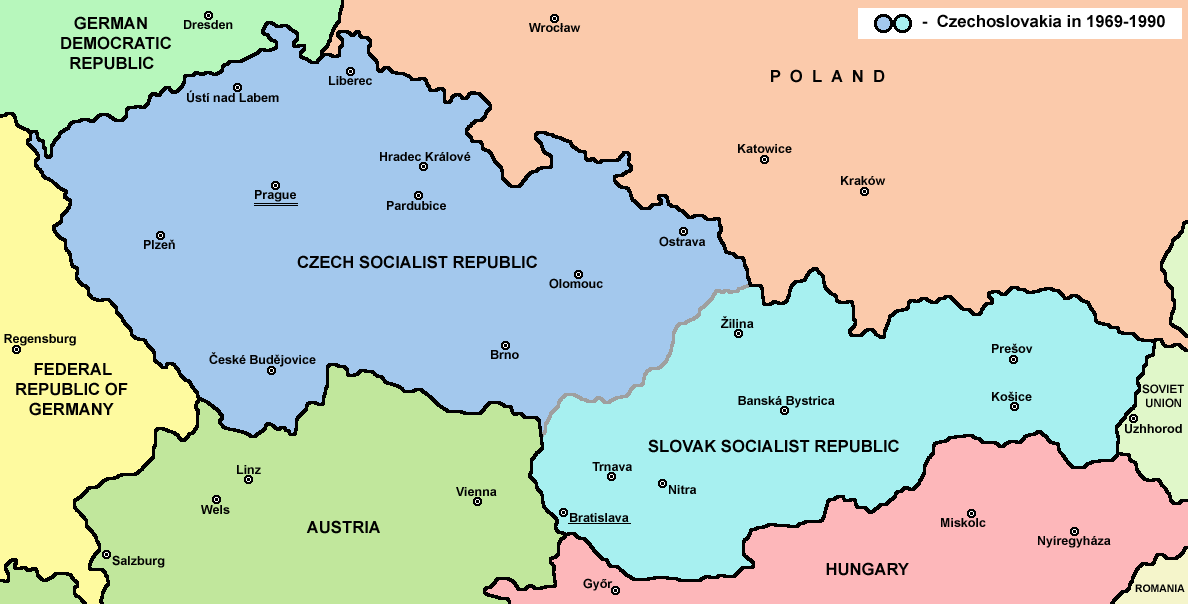
Czechoslovakia in 1969-1990

La denominada Guerra del guión (en checo Pomlčková válka, en eslovaco Pomlčková vojna; literalmente, Guerra de la raya) fue un conflicto político sobre cómo se debía llamar Checoslovaquia tras la caída del gobierno comunista en 1989.  Esta disputa tipográfica puso de relieve el conflicto larvado entre el centralismo checo y el afán de autodeterminación eslovaco.

## Antecedentes
El nombre oficial del país durante los últimos treinta años de gobierno comunista había sido "República Socialista Checoslovaca" (en ambas lenguas, Československá socialistická republika, o ČSSR). En diciembre de 1989, un mes después de la Revolución de Terciopelo, el presidente Václav Havel anunció que el término "Socialista" sería retirado del nombre oficial del país. Parecía que lo más razonable fuese que se llamase simplemente "República Checoslovaca", que ya había sido el nombre oficial de 1920 a 1938, y posteriormente de 1945 a 1960. Ahora bien, desde Eslovaquia se argumentó que esta denominación los colocaba en un nivel inferior, y exigieron que se incorporara un guion en el nombre del país (por ejemplo, "República Checo-eslovaca"), como de hecho sucedió desde la independencia checoslovaca en 1918 hasta 1920, y también en 1938 y 1939. Entonces el presidente Havel cambió su propuesta a "República de Checo-Eslovaquia".

## Resolución
A modo de compromiso, el 29 de marzo de 1990 el Parlamento checoslovaco acordó que el nombre completo del país sería "República Federativa Checoslovaca", con lo que se reconocía explícitamente que era una federación. Este nombre se escribiría sin guion en checo (Československá federativní republika), y con guion en eslovaco (Česko-Slovenská federatívna republika).. Una futura ley de símbolos nacionales debía formalizar la versión eslovaca del nombre.
Pero esta solución resultó insatisfactoria, y menos de un mes después, el 20 de abril de 1990, el Parlamento volvió a cambiar el nombre por el de "República Federal Checa y Eslovaca" (en checo, Česká a Slovenská Federativní Republika; en eslovaco, Česká a Slovenská Federatívna Republika, o ČSFR). Esta ley fijaba explícitamente los dos nombres del país en cada lengua y establecía que ambas formas tenían el mismo valor.
Un compromiso como éste comportaba un debate lingüístico más profundo de lo que podía parecer. En general, tanto en checo como en eslovaco, sólo se escribe con mayúscula inicial la primera palabra de los nombres de los países. En cambio, si se escriben con mayúscula todas las palabras, Eslovaquia ya no quedaba en una posición de inferioridad con respecto a Chequia.
Aunque ambas lenguas distinguen claramente el concepto de "guión" (spojovník) del de "raya" (pomlčka), ya que el guion sirve para unir dos palabras y la raya tiene otros cometidos, tanto el uno como la otra en la práctica se denominan pomlčka (raya). Sin embargo, internacionalmente (sobre todo en inglés), el conflicto se ha conocido como Hyphen War, la "Guerra del guión".
Aunque la Guerra del guion no fue en absoluto una auténtica guerra, sí sirvió para hacer patentes las grandes discrepancias que existían entre checos y eslovacos con respecto a la identidad nacional del país que compartían. Durante los dos años siguientes, surgieron disputas mucho más profundas entre las dos partes de la federación, hasta que en 1992 los políticos checos y eslovacos llegaron a un acuerdo para dividir el país en dos nuevos estados independientes que serían la República Checa y la República Eslovaca —el denominado Divorcio de Terciopelo—, que se haría efectivo el 1 de enero de 1993.